# Austroallagma sagittiferum
Austroallagma sagittiferum är en trollsländeart som först beskrevs av Maurits Anne Lieftinck 1949.  Austroallagma sagittiferum ingår i släktet Austroallagma och familjen dammflicksländor. Inga underarter finns listade i Catalogue of Life.